# Tramwaje w Samarze
Tramwaje w Samarze (ros. Самарский трамвай) – system komunikacji tramwajowej działający w Samarze na terenie Rosji. System uruchomiony został 25 (12) lutego 1915. Pierwsza linia biegła do zajezdni na ul. Polewoj z placu Aleksandra (dziś pl. Republiki). Przejazd tramwajem od 2012. kosztuje 15 rubli przy płatności kartą transportową, 8 rubli przy opłacie kartą ucznia/studenta.

## Linie
W 2013 w Samarze działały 22 linie tramwajowe:
- 1: Хлебная площадь – Автостанция "Аврора"
- 2: Постников овраг – Юнгородок (w dni powszednie w godzinach szczytu)
- 3: Хлебная площадь – Юнгородок
- 4: Постников овраг – Железнодорожный вокзал – Автостанция "Аврора" – Станция метро "Победа" – Постников овраг (linia okólna)
- 5: Хлебная площадь – Барбошина Поляна
- 7: Барбошина Поляна – Станция метро "Победа" (w dni powszednie)
- 8: Безымянская ТЭЦ – Металлург
- 9: Костромской переулок – Металлург (w dni powszednie)
- 10: Юнгородок – Костромской переулок
- 13: Костромской переулок – Постников овраг
- 15: ул. Тухачевского / ул. Киевская – ул. Чапаевская (w dni powszednie w godzinach szczytu)
- 16: ул. Тухачевского / ул. Киевская – ул. Чапаевская
- 18: Постников овраг – Автостанция "Аврора"
- 19: Юнгородок – ул. Фадеева (w dni powszednie)
- 12: Барбошина Поляна – Юнгородок (w weekendy co drugi kurs)
- 11: Барбошина Поляна – Автостанция "Аврора" (w weekendy co drugi kurs)
- 20: ул. Фадеева – ул. Чапаевская
- 20к: ул. Фадеева – ул. Красноармейская (w dni powszednie)
- 21: Барбошина Поляна – ул. Кабельная (w dni powszednie)
- 22: 15-й микрорайон – ул. Красноармейская
- 23: Постников овраг – Станция метро "Победа" – Автостанция "Аврора" – Железнодорожный вокзал – Постников овраг (linia okólna)
- 24: Завод им. Тарасова – Костромской переулок
- 24: Завод им. Тарасова – Металлург (w sezonie letnim w weekendy co drugi kurs)
- 24к: Костромской переулок – 15-й микрорайон (w dni powszednie w godzinach szczytu)
- 25: Барбошина Поляна – Безымянская ТЭЦ

## Zajezdnie
W Samarze działają trzy zajezdnie tramwajowe:
- Городское трамвайное депо
- Кировское трамвайное депо
- Северное трамвайное депо

## Tabor
Linie obsługiwane są przez 428 tramwajów, w tym 379 to wagony produkcji czeskiej: Tatra T3 - 323 wagonów, Tatra T6B5 – 51 wagonów oraz Tatra T3RF – 2 wagony. Oprócz czeskich tramwajów można także spotkać wagony 71-402 – 3 wagony oraz 71-405 - 43 wagony. W 2011 miasto otrzymano pierwszy w Samarze niskopodłogowy tramwaj KTM-23. W 2012 do miasta dotarł pierwszy wagon AKSM-62103. Obecnie w Samarze jest 5 wagonów tego typu.